# American Rhapsody
Pour les articles homonymes, voir American Rhapsody (homonymie).
Pour plus de détails, voir Fiche technique et Distribution.
American Rhapsody (An American Rhapsody) est un film américano-hongrois réalisé par Éva Gárdos, sorti en 2002.

## Synopsis
L'histoire commence en Hongrie, alors que le monde est toujours séparé en deux par le rideau de fer. Les parents d'une petite nouvelle-née sont contraints de la laisser en Hongrie lors de leur fuite pour les États-Unis. Cinq ans plus tard, durant lesquels l'enfant est élevée dans une famille d'accueil, leur famille se retrouve de nouveau réunie. Mais en grandissant, la petite américaine par adoption décide de retrouver ses racines en retournant en Hongrie.

## Fiche technique
- Titre : Amerikai rapszódia / An American Rhapsody
- Titre français : American Rhapsody
- Réalisateur : Éva Gárdos
- Scénario : Éva Gárdos
- Pays d'origine : Hongrie, États-Unis
- Format : noir et blanc / couleur - 1,85:1 - son Dolby Digital - 35 mm
- Genre : Drame
- Durée : 106 minutes
- Date de sortie : 30 janvier 2002 (France)

## Distribution
- Nastassja Kinski : Margit
- Scarlett Johansson : Zsuzsi / Suzanne
- Kelly Endrész Banlaki : Zsuzsi / Suzanne, enfant
- Tony Goldwyn : Peter
- Mae Whitman : Maria, à 10 ans
- Larisa Oleynik : Maria, à 18 ans
- Balazs Galko : Jeno
- Colleen Camp : Dottie
- Kata Dobó : Claire
- Zsuzsa Czinkoczi : Teri
- Vladimir Machkov : Frank
- Robert Lesser : Harold
- Lisa Jane Persky : Pattie